# Neogriphoneura bispoi
Neogriphoneura bispoi är en tvåvingeart som beskrevs av Mello och Silva 2008. Neogriphoneura bispoi ingår i släktet Neogriphoneura och familjen lövflugor. Inga underarter finns listade i Catalogue of Life.